# کالتنوشتایم
کالتنوشتایم (به آلمانی: Kaltenwestheim) یک شهر در آلمان است که در اشمالکالدن-ماینینگن واقع شده‌است. کالتنوشتایم ۱٬۰۲۹ نفر جمعیت دارد.